# Attaque (musique)
Pour les articles homonymes, voir Attaque.
En musique, l'attaque définit la manière de jouer un son. Suivant le mode de jeu et le phrasé choisis par le musicien (instrument de musique, voix), l'attaque peut être jouée avec une grande diversité : avec ou sans accent, son soufflé, attaque percussive (slap)... En acoustique, c'est le début d'une note, moment qui précède la résonance. En synthèse sonore, c'est la durée nécessaire pour atteindre le niveau maximal, après le début de la note.
Le signal d'attaque correspond également au geste du chef d'orchestre pour commander le démarrage d'une phrase musicale ou d'une note seule (par exemple au fond du temps).

« pour donner un premier temps qui va être l'attaque de l'instrumentiste, il faut avant cela lui avoir donné la levée. C'est pendant cette levée que les cordes ont le temps de mettre leur archet en position et que les vent peuvent prendre leur inspiration, pour attaquer au bon moment, en douceur et sans être stressés. »

— Christian Merlin
Au sein d'un pupitre de cordes (second violon en particulier) dans un orchestre, on trouve également des chefs d'attaque, qui coordonnent par leur mouvement (respiration, posture...) l'attaque des différents rangs d'un même pupitre ; ils sont également les  porte-paroles des musiciens tuttistes de leur pupitre et choisissent éventuellement les coups d'archet.

## Description
Pour les instruments à impulsion unique, comme le piano, les instruments à cordes pincées et les percussions, les indications de nuance et d'accent déterminent l'attaque. Pour les instruments à vibration entretenue, comme la voix, les violons, les instruments à vent, l'attaque peut être vigoureuse, franche, progressive, etc.
Dans le traitement du son par des processeurs de dynamique (compresseurs, limiteurs, expanseurs), l'attaque est le paramètre qui fixe le délai ou la constante de temps du déclenchement de l'action au passage du seuil d'intervention.
Concernant le rap, dans le flow (le texte rappé), les attaques sont les rimes et les phrases fortes « punchlines » qu'on enregistre doublement sur deux pistes différentes afin de dégager et faire entendre plus fortement la rime, ce qu'on appelle, donc, attaque[réf. souhaitée].